# Evonne Goolagong
Evonne Fay Goolagong, gift Cawley,  född 31 juli 1951 i Barellan, New South Wales, Australien, är en australisk tidigare tennisspelare. Evonne Goolagong tillhörde under tioårsperioden 1971–1981 världseliten inom damtennis och rankades 1976 som etta under en knapp månad. 
Hon upptogs 1988 i International Tennis Hall of Fame.

## Tenniskarriären
Som junior vann hon 43 titlar fram till 1970, då hon för första gången spelade utanför sitt hemland. Hon debuterade då i Wimbledonmästerskapen och redan året därpå tog hon sin första Grand Slam-titel genom att i finalen i Franska öppna besegra australiskan Helen Gourlay med 6-3, 7-5. Senare på sommaren vann hon damsingeltiteln i Wimbledon genom seger över Margaret Smith Court med 6-4, 6-1.
Säsongerna 1972 och 1975 var hon åter i final i Wimbledon, men förlorade båda gångerna mot Billie Jean King. Wimbledontiteln vann hon emellertid ytterligare en gång, då hon i finalen 1980 otippad besegrade amerikanskan Chris Evert med setsiffrorna  6-1, 7-6. 
Goolagong vann singeltiteln i Australiska öppna fyra år i följd, 1974, 1975, 1976 och 1977 (december). Hon finalbesegrade då spelare som Chris Evert, Martina Navratilova och Helen Gourlay. Dessförinnan hade hon nått finalen i turneringen två år i följd (1971 och 1972), men förlorat dessa mot Margaret Smith Court (1971) och Virginia Wade (1972). 
Goolagong lyckades, trots fyra finaler i följd 1973–1976, aldrig vinna US Open. Hon förlorade där mot sina främsta rivaler; Chris Evert, Margaret Smith Court och Billie Jean King. 
Hon vann Italienska öppna mästerskapen i Rom 1973.  
Goolagong var världsetta mellan 26 april och 10 maj 1976. 
Evonne Goolagong betraktade själv Chris Evert som sin allra främsta rival. Mot henne spelade hon genom åren 33 matcher och vann 12 av dessa. Billie Jean King mötte hon i fyra singelfinaler i Grand Slam-turneringar och förlorade alla.
Hon deltog framgångsrikt i det australiska laget i Fed Cup under perioden 1970–1982. Hon deltog därvid i de segrande lagen 1971, 1973 och 1974. Totalt spelade hon 40 matcher av vilka hon vann 35.
Evonne Goolagong Cawley upphörde med tävlingsspel 1983. 

## Spelaren och personen
Evonne Goolagong (efternamnet betyder "höga träd vid stilla vatten" och vittnar om hennes aborigin-påbrå) var en av åtta barn till en kringvandrande fårklippare. Hon växte upp under fattiga omständigheter, men hade ändå möjlighet att spela tennis i Barellan. Hennes talang för tennisspel upptäcktes tidigt och vid 11 års ålder flyttade hon in i tennistränaren Vic Edwards familj i Sydney. Hennes tennisspel utvecklades mycket snabbt.
Till sin natur var hon charmfull, entusiastisk,  glädjefylld och livlig, vilket också kom att karakterisera hennes uppträdande på tennisbanan. Hon blev därför mycket omtyckt av publiken. Hon hade en enastående talang för spelet, vakenhet, rörlighet och elegans. Som spelare föredrog hon volleyspel framme vid nätet framför baslinjespel. Hon kunde spela överraskande vågade bollar. Särskilt under de första åren av sin karriär hade hon tendens att plötsligt tappa koncentrationen och uppträda nästan frånvarande på banan. Hon arbetade dock bort detta och blev en komplett all-round-spelare som var effektiv på alla sorters underlag. 
Goolagong gifte sig 1975 med den engelske affärsmannen Roger Cawley. Hon fick sitt första barn av två barn i maj 1977 och återkom redan året därpå i god tennisform.

## Grand Slam-finaler, singel (18)

### Titlar(7)
| År   | Mästerskap            | Finalmotståndare     | Setsiffror    |
| 1971 | Franska öppna         | Helen Gourlay        | 6-3, 7-5      |
| 1971 | Wimbledon             | Margaret Smith Court | 6-4, 6-1      |
| 1974 | Australiska öppna     | Chris Evert          | 7-6, 4-6, 6-0 |
| 1975 | Australiska öppna (2) | Martina Navratilova  | 6-3, 6-2      |
| 1976 | Australiska öppna (3) | Renata Tomanova      | 6-2, 6-2      |
| 1977 | Australiska öppna (4) | Helen Gourlay        | 6-3, 6-0      |
| 1980 | Wimbledon (2)         | Chris Evert          | 6-1, 7-6      |

### Finalförluster (Runner-ups) (11)
| År   | Mästerskap        | Finalmotståndare     | Setsiffror    |
| 1971 | Australiska öppna | Margaret Smith Court | 2-6, 7-6, 7-5 |
| 1972 | Australiska öppna | Virginia Wade        | 6-4, 6-4      |
| 1972 | Franska öppna     | Billie Jean King     | 6-3, 6-3      |
| 1972 | Wimbledon         | Billie Jean King     | 6-3, 6-3      |
| 1973 | Australiska öppna | Margaret Smith Court | 6-4, 7-5      |
| 1973 | US Open           | Margaret Smith Court | -6, 5-7, 6-2  |
| 1974 | US Open           | Billie Jean King     | 3-6, 6-3, 7-5 |
| 1975 | Wimbledon         | Billie Jean King     | 6-0, 6-1      |
| 1975 | US Open           | Chris Evert          | 5-7, 6-4, 6-2 |
| 1976 | Wimbledon         | Chris Evert          | 6-3, 4-6, 8-6 |
| 1976 | US Open           | Chris Evert          | 6-3, 6-0      |

## Övriga titlar iGrand Slam-turneringar (7)
- Australiska öppna
  - Dubbel - 1971, 1974, 1975, 1976, 1977 (segern delad med motståndarparet, matchen "regnade bort")
- Franska öppna
  - Dubbel - 1972
- Wimbledon
  - Dubbel - 1974